# Puerto Madryn
Puerto Madryn − miasto w Argentynie leżące w prowincji Chubut, stolica departamentu Viedma. Miasto liczy około 58 tys. mieszkańców.
Puerto Madryn zostało założone 28 lipca 1865 roku przez walijskich osadników. Początkowa nazwa miasta brzmiała Porth Madryn.
Miasto jest siedzibą klubu piłkarskiego Guillermo Brown.

## Współpraca
- Puerto Montt, Chile
- Paola, Włochy
- Nefyn, Wielka Brytania
- Pisco, Peru
- Ciudad del Carmen, Meksyk